# Anthem of the Peaceful Army
Anthem of the Peaceful Army je debutové album americké rockové hudební skupiny Greta Van Fleet. Uvedeno bylo 19. října 2018 u společnosti Republic Records. Skupina ho nahrála během roku 2018 v amerických studiích Blackbird Studios a Rustbelt Studios, produkovali ho Marlon Young, Al Sutton a Herschel Boone. Na skládání písní se podíleli kolektivně všichni členové skupiny.

## Seznam skladeb
| Pořadí         | Název                  | Délka |
| -------------- | ---------------------- | ----- |
| 1.             | Age of Man             | 6:06  |
| 2.             | The Cold Wind          | 3:16  |
| 3.             | When the Curtain Falls | 3:42  |
| 4.             | Watching Over          | 4:28  |
| 5.             | Lover, Leaver          | 3:34  |
| 6.             | You're the One         | 4:25  |
| 7.             | The New Day            | 3:44  |
| 8.             | Mountain of the Sun    | 4:30  |
| 9.             | Brave New World        | 5:00  |
| 10.            | Anthem                 | 4:41  |
| Celková délka: | Celková délka:         | 55:28 |

## Obsazení
- Josh Kiszka – zpěv
- Jake Kiszka – kytara
- Sam Kiszka – basová kytara
- Danny Wagner – bicí

Technická podpora
- Marlon Young – produkce
- Al Sutton – produkce
- Herschel Boone – produkce